# 日向陶庵
日向 陶庵（ひゅうが とうあん、生没年未詳）は、江戸時代後期の町医者。名は元秀。本草学者。将軍徳川家治危篤に際し一時幕府医官となる。
明和2年（1765年）7月3日著書『本草綱目考異』を献上したことにより、銀20枚の褒賞を受ける。
医術に巧みなところから、安永9年（1780年）12月1日将軍に拝謁し、町医者からお目見得医師の一員となる。
将軍家治の急病により、天明6年（1786年）8月16日若林敬順とともに登城を命じられる。
同月19日奥医師（禄200俵）に任じられる。
25日将軍薨去により、28日改易され町医者に戻る。